# 슬라브 무곡

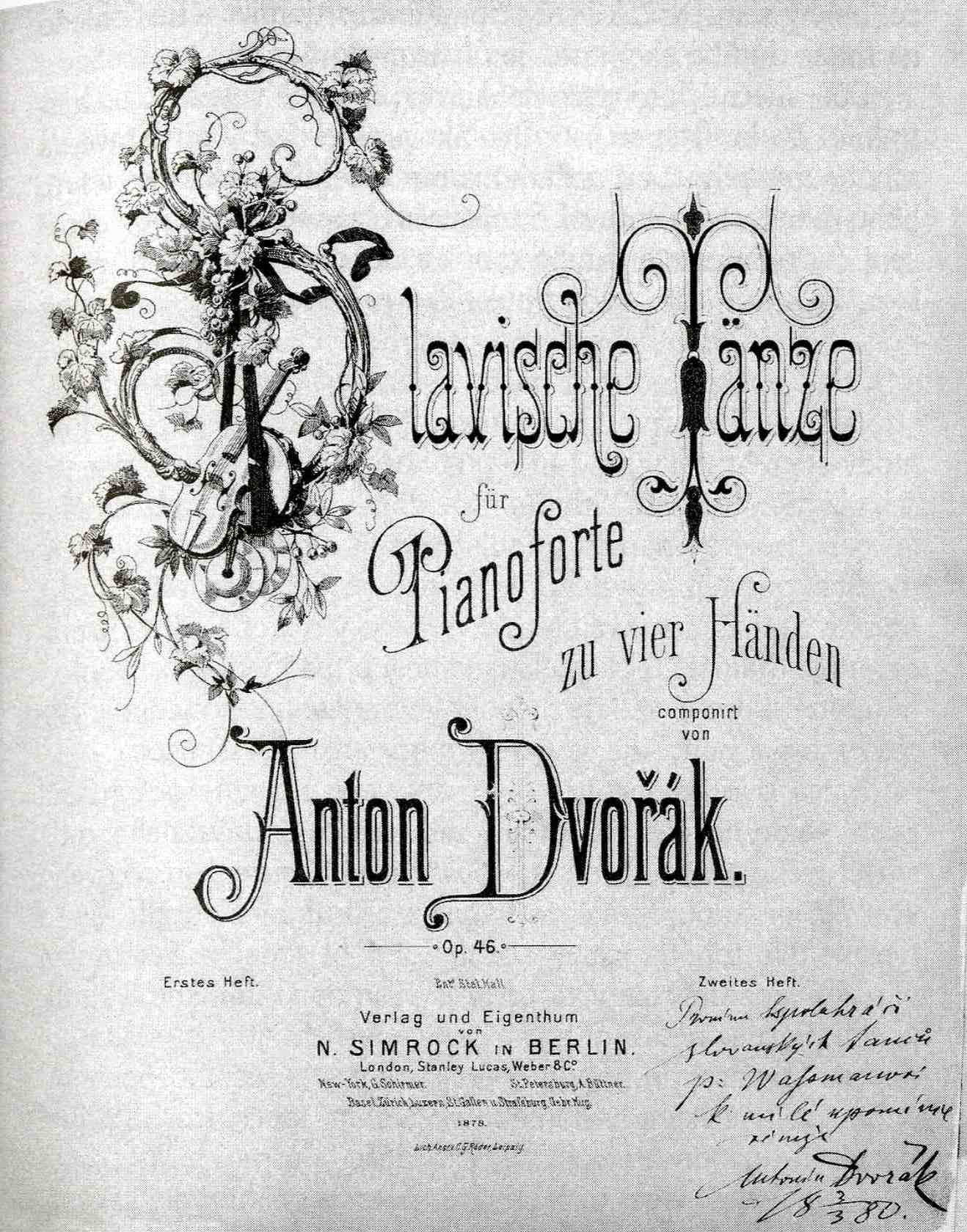
와스만 씨에 대한 드보르자크의 헌정이 담긴 슬라브 무용 의 첫 번째 시리즈 제목 페이지

《슬라브 무곡》은 1878년과 1886년 안토닌 드보르자크가 작곡한 피아노 연탄곡이다. 작곡 직후 출판사의 요청으로 편곡되었다. 생동감 넘치고 민족적 특징이 넘치는 이 작품들은 당시 좋은 평가를 받았으며 오늘날에는 이 작곡가의 가장 기억에 남는 작품으로 꼽힌다.
Op. 46 세트는 Burghauser 카탈로그에 원래 피아노 네 손 버전의 B. 78과 오케스트라 버전의 B. 83으로 되어 있으며, Op. 72 세트는  피아노 네 손 버전의 B. 145와 오케스트라 버전의 B. 147로 되어 있다.

## 같이 보기
- 국민악파